# Аббас Ахмед Атві
Аббас Ахмед Атві (араб. عباس أحمد عطوي; нар. 12 вересня 1979) — ліванський футболіст, атакувальний півзахисник клубу «Шабаб Аль-Сахель». Не є родичем та немає нічого спільного з іншим ліванським футболістом, гравцем «Аль-Ансару» Аббасом Алі Атві, відомим також як Оніка.

## Клубна кар'єра
Футбольну кар'єру розпочав у 1997 році в складі клубу «Нежмех», кольори якого захищав до завершення сезону 2016/17 років. У 2011 році відправився в оренду до клубу Про-ліги ОАЕ «Дубай». Дебютував у футболці дубайського колективу 5 січня 2012 року в переможному (2:1) виїзному поєдинку 10-о туру національного чемпіонату проти «Аль-Васла». Аббас вийшов на поле в стартовому складі та відіграв увесь матч, а на 36-й хвилині відзначився дебютним голом за нову команду. Того сезону за команду з Дубай зіграв 13 матчів (3 голи) у чемпіонаті та 3 поєдинки в кубку ОАЕ. По завершення сезону повернувся до «Нежмеху»
Сезон 2017/18 років розпочав у складі «Аль-Шабаб Аль-Арабі», за який дебютував 17 вересня 2017 року в переможному (1:0) виїзному поєдинку 1-о туру ліванської Прем'єр-ліги проти «Аль-Іслаху». Ахмед вийшов на поле в стартовому складі та відіграв увесь матч. За «Аль-Шабаб» зіграв 9 поєдинків у Прем'єр-лізі.
Напередодні початку сезону 2018/19 років перейшов до «Шабаб Аль-Сахель», за який дебютував 22 вересня 2018 року в переможному (3:0) виїзному поєдинку 1-о туру ліванської Прем'єр-ліги проти СК «Триполі». Атві вийшов на поле в стартовому складі та відіграв увесь матч. Дебютним голом за нову команду відзначився на 83-й хвилині переможного (2:0) виїзного поєдинку проти «Бекаа». Аббас вийшов на поле в стартовому складі та відіграв увесь матч.

## Кар'єра в збірній
Дебютував у футболці національної збірної Лівану 17 жовтня 2003 року в поєдинку кваліфікації Кубку Азії 2004 проти Йорданії. Виступав у кваліфікації Чемпіонату світу 2006, 2010 та 2014 років. Загалом у футболці збірної провів 84 офіційні поєдинки, в яких відзначився 7-а голами.

### Голи за збірну
Рахунок та результат збірної Лівану знаходяться на першому місці.
| Гол | Дата              | Місце                                                 | Суперник       | Рахунок | Результат | Змагання                           |
| --- | ----------------- | ----------------------------------------------------- | -------------- | ------- | --------- | ---------------------------------- |
| 1.  | 9 квітня 2008     | Спортивного містечка ім. Каміля Шамуна, Бейрут, Ліван | Мальдіви       | 3–0     | 4–0       | кваліфікація кубку Азії АФК 2011   |
| 2.  | 23 січня 2009     | Суракул Стедіум, Пхукет, Таїланд                      | Північна Корея | 0–1     | 0–1       | Кубок Короля 2009                  |
| 3.  | 25 серпня 2009    | Амбедкар Стедіум, Нью-Делі, Індія                     | Киргизстан     | 0–1     | 1–1       | Кубок Неру 2009                    |
| 4.  | 15 листопада 2011 | Спортивного містечка ім. Каміля Шамуна, Бейрут, Ліван | Південна Корея | 2–1     | 2–1       | кваліфікація чемпіонату світу 2014 |
| 5.  | 14 грудня 2012    | Алі-Сабах Аль-Салем, Ель-Фарванія, Кувейт             | Кувейт         | 1–1     | 2–1       | Чемпіонат ФФ Західної Азії 2012    |
| 6.  | 26 серпня 2015    | Міжнародний стадіон Саїда, Сайда, Ліван               | Ірак           | 1–1     | 2–3       | Товариський                        |
| 7.  | 8 жовтня 2015     | Національний стадіон, Бангкок, Таїланд                | М'янма         | 0–2     | 0–2       | кваліфікація Чемпіонату світу 2018 |

## Досягнення
«Нежмех»
- Прем'єр-ліга
  -  Чемпіон (5): 2000, 2002, 2004, 2005, 2009
- Срібний призер (2): 2012/13, 2020/21
- Кубок Лівану
  -  Володар (2): 1998, 2015/16
  -  Фіналіст (2): 2014/15, 2020/21
- Елітний кубок Лівану
  -  Володар (3): 2014/15, 2016/17, 2019/20
  -  Фіналіст (1): 2013/14
- Суперкубок Лівану
  -  Володар (6): 2000, 2002, 2004, 2009, 2014, 2016
- Кубок АФК
  -  Фіналіст (1): 2005